# Мальцева, Евгения Елисеевна
Евгения Елисеевна Мальцева (24 декабря 1898, Волосникова, Тобольская губерния — 21 февраля 1993, Курган) — русский советский педагог, в 1914—1934 годах — сельский учитель Курганского уезда, в 1935—1957 годах — директор школы № 29 города Кургана, Заслуженный учитель школы РСФСР, Почётный гражданин города Кургана (1967).

## Биография
Евгения Мальцева родилась 24 декабря 1898 года в деревне Волосниковой Усть-Суерской волости Курганского уезда Тобольской губернии, ныне деревня входит в Белозерский муниципальный округ Курганской области.
В 1914 году, окончив Введенское двухклассное женское училище, стала работать учительницей Галкинской начальной школы Падеринской волости Курганского уезда (ныне в Кетовском муниципальном округе Курганской области), затем в деревне Шепотково Сычёвской волости Курганского уезда (ныне в черте города Кургана).
В годы Гражданской войны продолжала обучать детей грамоте.
В 1920 году была переведена в город Курган, работала учительницей, затем инспектором районного отдела народного образования.
В 1920—1924 годах входила в состав правления профсоюза учителей Курганского уезда.
В 1934 году заочно окончила Курганский педагогический техникум.
В 1935—1957 годах — директор Курганской железнодорожной школы № 29. Поступила на заочное отделение Магнитогорского учительского института, но начавшаяся Великая Отечественная война прервала учебу.
В годы войны под руководством Мальцевой школа шефствовала над Эвакогоспиталем № 1729, участвовала в сборе тёплых вещей и подарков для фронтовиков, в проведении воскресников на железной дороге.
В послевоенные годы избиралась членом Курганского горкома ВКП(б) и членом ревизионной комиссии областной партийной организации.
В 1961—1963 годах была директором Детского парка в городе Кургане. После вышла на заслуженный отдых.
Евгения Елисеевна Мальцева умерла 21 февраля 1993 года в городе Кургане Курганской области. Похоронена на Новом Рябковском кладбище города Кургана Курганской области.

## Награды и звания
- Звание «Заслуженный учитель школы РСФСР», 1955 год[4] или 1960 год
- Орден Трудового Красного Знамени
- Орден «Знак Почёта»
- медали
- Звание «Почётный гражданин города Кургана», 1967 год